# Helvetica (série télévisée)
Pour les articles homonymes, voir Helvetica (homonymie).
Production
Diffusion

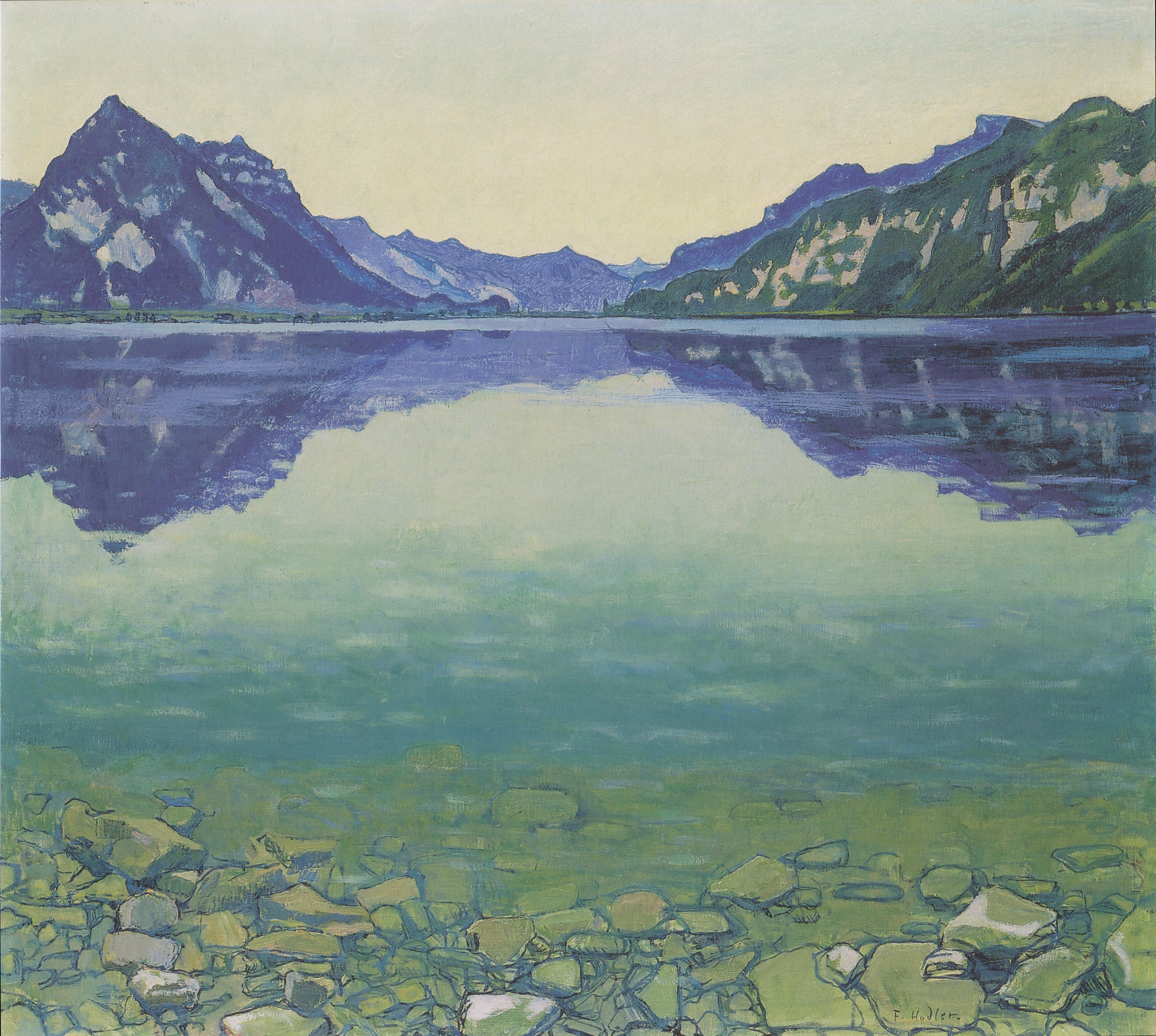
Peinture de Ferdinand Hodler que Tina choisit pour décorer le bureau de Kathy Kunz.

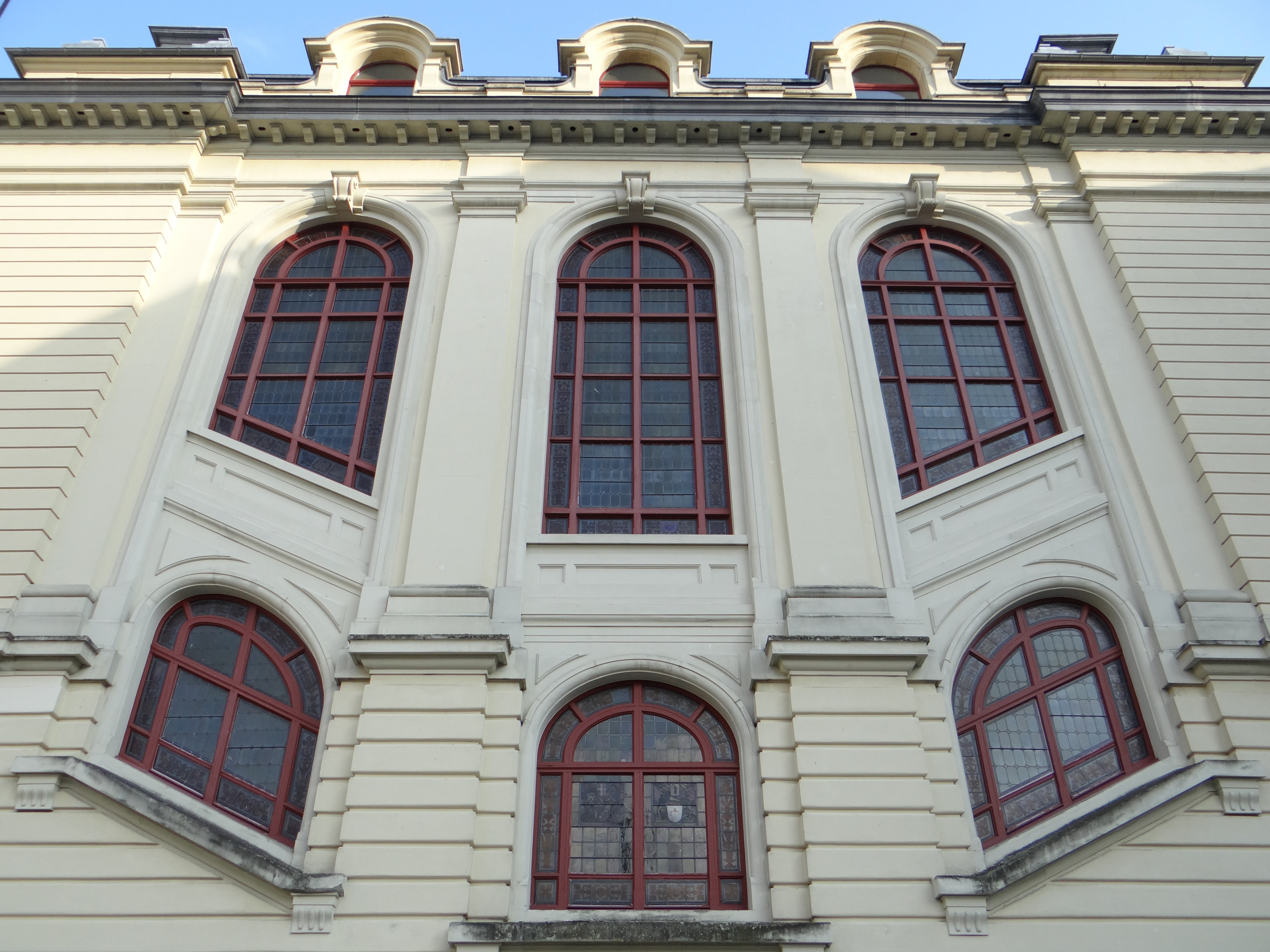
Les scènes se déroulant au Palais fédéral sont tournées à l'Université de Berne.

Helvetica est une série télévisée suisse en 6 épisodes de 55 minutes réalisée par Romain Graf, diffusée à partir du 7 novembre 2019 sur la chaîne suisse RTS Un. Helvetica est un thriller politique. En France, l'intégralité de la saison 1 est mis en ligne sur France.tv le 27 avril 2020. Elle est disponible jusqu'en septembre 2021.

## Synopsis
La présidente de la Confédération suisse, Kathy Kunz, est en pleine négociation d'otages retenus au Yémen (dont un Suisse). Tina travaille en tant que femme de ménage au Palais fédéral à Berne. Du jour au lendemain, Tina a affaire à un groupe mafieux des Balkans et est forcée de devenir un agent double pour protéger sa famille. Elle se retrouve impliquée dans une affaire de corruption et de trafic d'armes illégales (bombes à sous-munitions).
Enquêteur de la police fédérale, Rainald Mann tente de faire la lumière sur les activités du groupe terroriste du Proche-Orient et du groupe mafieux des Balkans qui tentent tous deux de mettre la main sur les bombes à sous-munitions de Suisse. Il continue son enquête après son licenciement et déjoue ainsi deux attentats ciblant des officiels. Plusieurs personnes sont tuées pour tenter d'étouffer le scandale politique impliquant la présidente de la Confédération.

## Fiche technique
- Réalisation : Romain Graf
- Production : Pauline Gygax, Max Karli, Françoise Mayor, Patrick Suhner, Jacques-Henri Bronckart
- Scénario : Thomas Eggel, Romain Graf, Léo Maillard[1]
- Image : Léo Lefèvre
- Son : Jürg Lempen
- Décors : Marlène Grassinger
- Montage : Véronique Rotelli, Valentin Rotelli
- Montage son : Benjamin Benoit
- Mixage : Denis Séchaud
- Musique originale : Nicolas Rabaeus[3]
- Langues : français, albanais, suisse allemand, arabe et anglais[2]
- Lieu de tournage : les scènes se déroulant au Palais fédéral sont tournées à l'Université de Berne[2]

## Distribution
- Flonja Kodheli : Tina Wicky, nettoyeuse au Palais fédéral [1]
- Ursina Lardi : Kathy Kunz, présidente de la Confédération
- Roland Vouilloz : Rainald Mann, enquêteur de la police fédérale
- Çun Lajçi : Sami, père de Tina
- Lisa Chapuisat : Sandra Wicky, fille de Tina
- Arben Bajraktaraj : Djeko, « ami » de Sami, membre d'un groupe mafieux
- Yoann Blanc : Gaspard Wicky, mari de Tina
- Lucie Zelger : Elsa, collaboratrice de Kathy Kunz
- Cédric Djedje : Malik, employé de la police fédérale
- Gaspard Boesch : l'indic
- Jon Qela : Gazi, employé de Sami
- Esteban Sicilia : Marco
- Fred Polier : Urs Frick, directeur de la police fédérale
- Darius Kehtari : Farouk Sadiki, dignitaire qatari[2]
- Roberto Molo : Dino Esposito, conseiller fédéral, chef du Département fédéral des affaires étrangères
- Karim Barras : Beat Tschopp, cadre à l'Office fédéral de l’armement
- Aaron Hitz : Renato, huissier de Kathy Kunz
- Isis Guillaume : Alizée[3], amie de Sandra

## Accueil
Helvetica est la première série politique de la Radio télévision suisse ; Le Temps compare son style à la série danoise à succès Borgen, une femme au pouvoir.
Le réalisateur a cherché a représenter l'histoire d'une personne ordinaire (Tina, femme de ménage) dont la vie bascule à la suite de circonstances extraordinaires.

## Distinctions

### Récompenses
- Festival de la fiction TV de La Rochelle 2019 : Prix de la meilleure fiction étrangère[3]
- Journées cinématographiques de Soleure : Prix Swissperform de la meilleure interprétation masculine pour Roland Vouilloz